# Kanton Glaucha
Der Kanton Glaucha war eine Verwaltungseinheit im Distrikt Halle des Departements der Saale im napoleonischen Königreich Westphalen.
Hauptort des Kantons und Sitz des Friedensgerichts war Glaucha, welches heute in der Stadt Halle (Saale) aufgegangen ist. Der Kanton umfasste sechs Kommunen. Er war bewohnt von 4478 Einwohnern und hatte eine Fläche von 1,11 Quadratmeilen. Er ging aus einem Teil des Saalkreises des Herzogtums Magdeburg hervor.
Die zum Kanton gehörigen Ortschaften waren:
- Glaucha
- Wörmlitz und Böllberg
- Beesen an der Elster
- Ammendorf und Planena
- Radewell und Burg in der Aue
- Döllnitz mit Osendorf